# 平山城址公園
平山城址公園（ひらやまじょうしこうえん）は、多摩丘陵北部の東京都八王子市と日野市にまたがる東京都立公園である。公園の付近には東京薬科大学、京王研修センター（京王資料館）や京王グランドなど京王電鉄の施設が隣接する。

## 概要
平山城址公園は1950年11月23日、東京都立多摩丘陵自然公園に指定され、1967年2月26日に多摩丘陵北部近郊緑地保全区域に指定され、1980年6月1日に開園した。 
武蔵七党の一族である平山氏の居城（平山城）があった場所。平山氏は日野市平山の地名の由来ともなっている。平山周辺には平山季重の居館があり、平山城址公園には見張所があったとされていることから公園の名称にもなっている。公園入口付近にある季重神社では平山季重を祀っている。 
1929年（昭和4年）から1930年（昭和5年）にかけて京王帝都電鉄（現・京王電鉄）により整備された野猿峠ハイキングコースの中間にある平山ゴルフ場跡に所在する。 
500本のソメイヨシノやヤマザクラなどが植えられており、桜の名所として知られる。また、クヌギやコナラなどの樹木（広葉樹）が多く雑木林となっており、里山の面影を残している。キンランやヤマユリなどの植物も場所によっては見ることができる。稀にではあるが、夏になるとオニヤンマやカブトムシなども見かけることができる。「皇太子殿下ご結婚記念樹」が植えられている。

## 施設

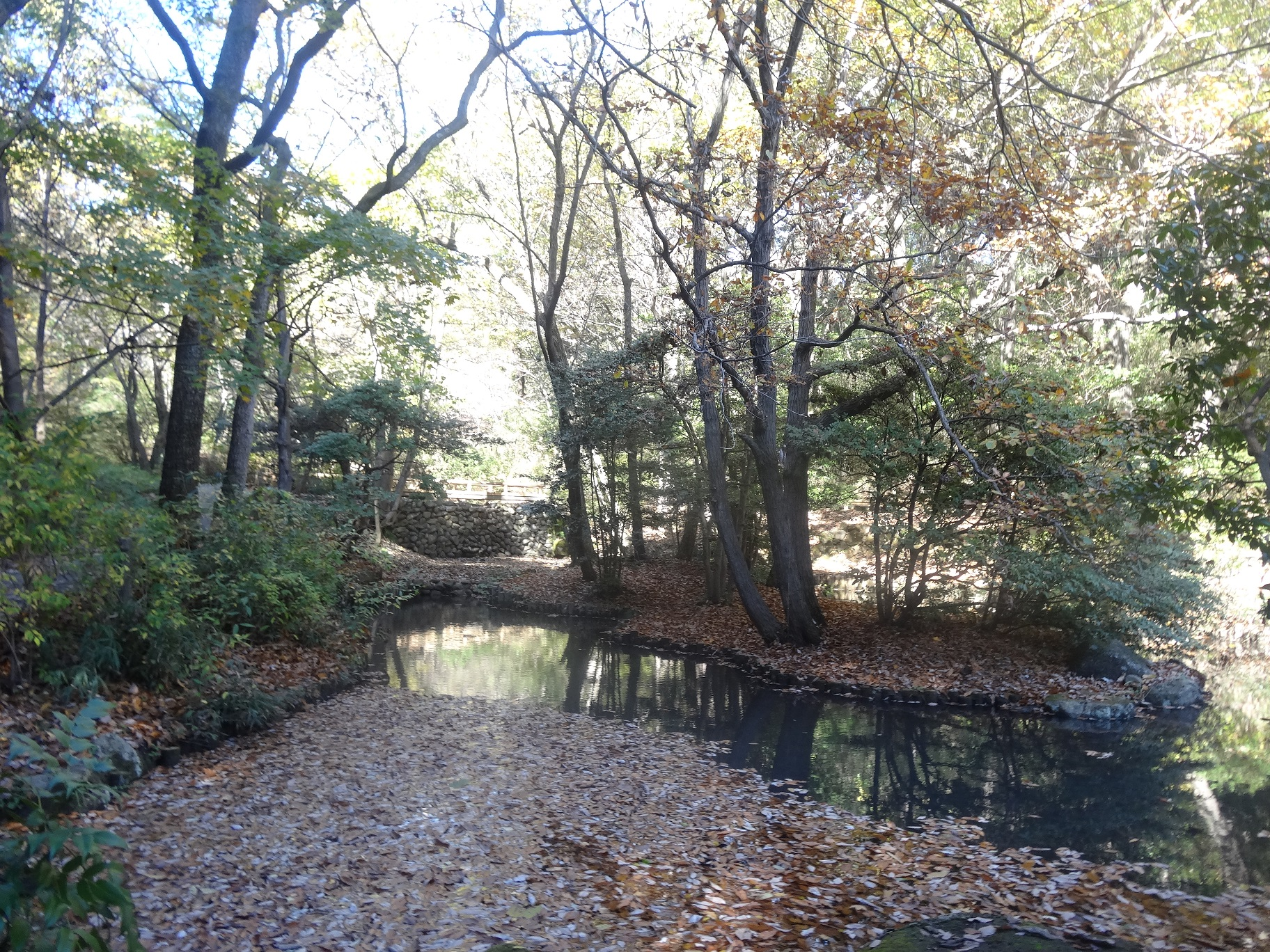
季重神社 - 平山季重を祀っている。
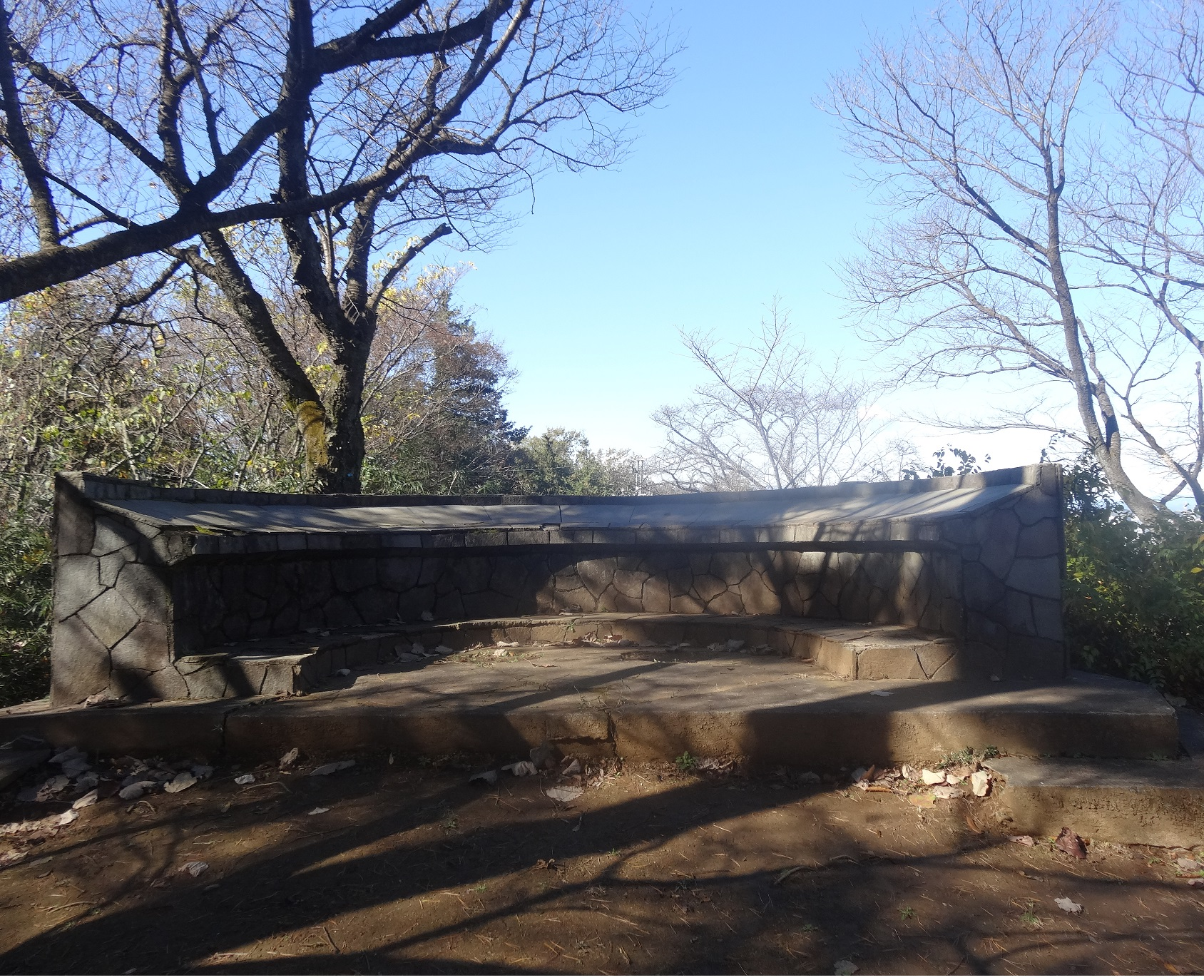
猿渡の池 - 園内にある湧き水を集めた池。池には蛙、鯉、沢蟹、小エビ等が生息している。
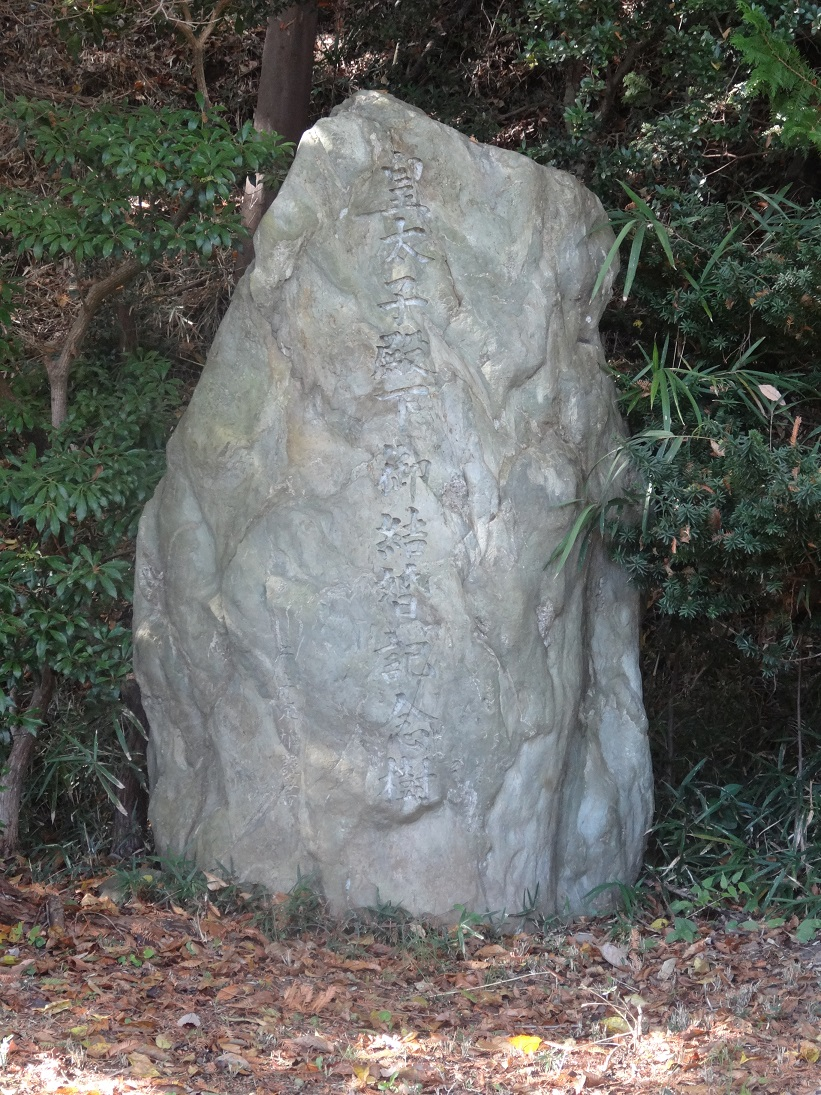
六国台展望台 - 六国の道と呼ぶ山道を登った先にある展望台。石版製の眺望案内パネルが用意されている。

## 主な散策コース
西園
- 野猿の尾根道
- さくらの道
- くぬぎの道
- 六国の道
- ヤマツツジの小径
- むじな窪沢

- 猿渡の池
- 六国台展望台
- 皇太子殿下御結婚記念樹碑

東園

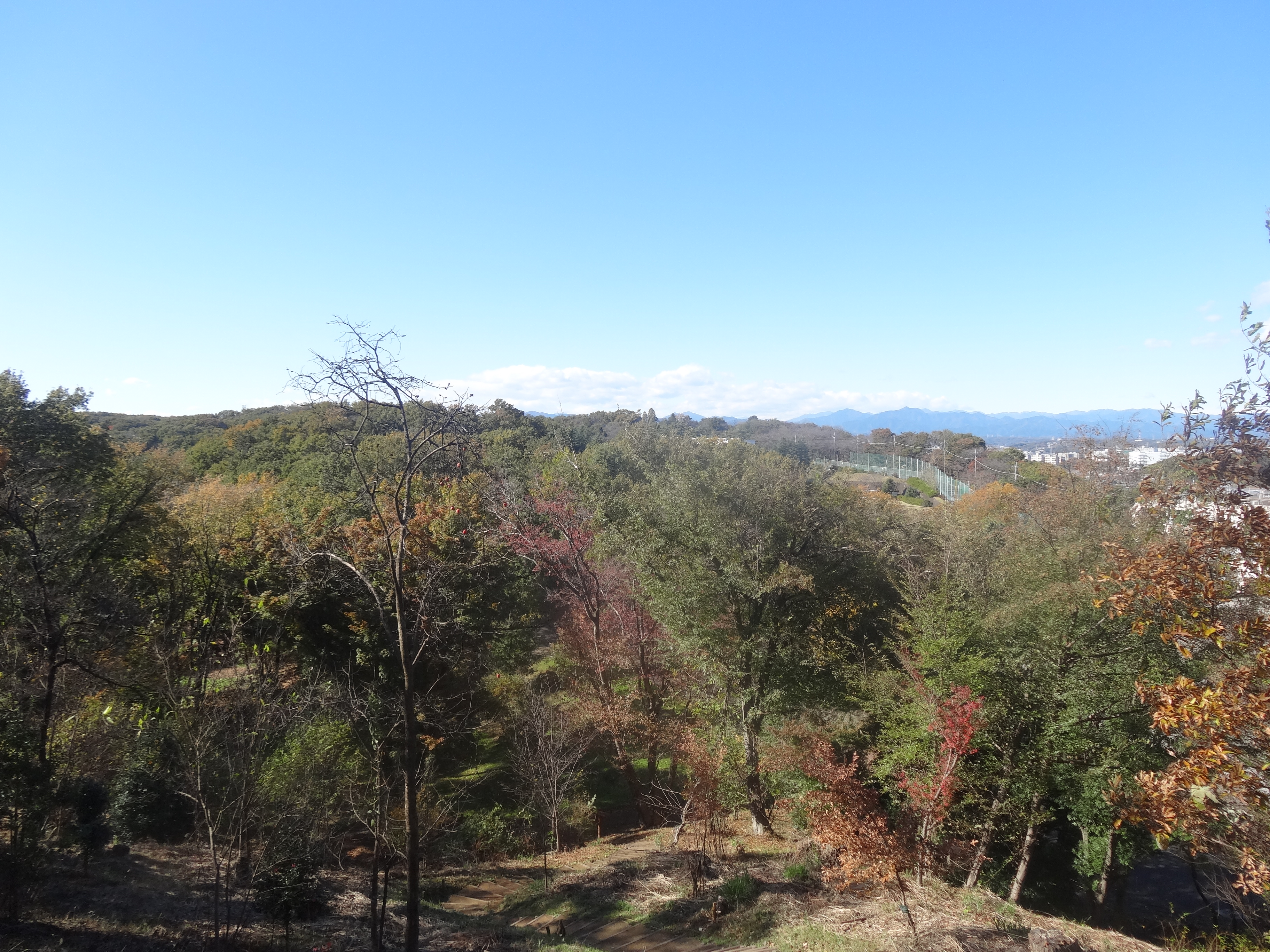
展望広場の展望台
- そよ風のデッキ
- ひだまりのデッキ
- ひとときのデッキ
- 終わりと始まりの広場

- 中央広場の展望台からの風景

## 花
- サクラ、ハナミズキ、ヤマブキ、ミズキ、ヤマツツジ、ジュウニヒトエ、アカシデ、イヌシデ、コスミレ、コバノガマズミ、ヒメウズ、マルバウツギ、イヌザクラ、エノキ、オカタツナミソウ、シロヤマブキ、ツボスミレ、ニオイタチツボスミレ、ネジキ、ヤブデマリ、ヤマユリ、クサギ、オカトラノオ、オオバギボウシ、アキノタムラソウ、ネジバナ、ヒヨドリバナ、リョウブ、センニンソウ、チダケサシ、ツリガネニンジン、ヤマボウシ、ヤマホトトギス、オトコエシ、エビヅル、キンミズヒキ、コボタンヅル、フジカンゾウ、ムラサキニガナ、サザンカ、キバナアキギリ、コウヤボウキ、アキノキリンソウ、シロヨメナ、ミゾソバ、ヤクシソウ、オトコエシ、ツリガネニンジン、ツルニンジン、トネアザミ、アキノノゲシ、ウド、オケラ、キッコウハグマ、ノササゲ、アカネ、イヌコウジュ、ノダケ、ヒヨドリジョウゴ　など

## アクセス
- 京王電鉄京王線平山城址公園駅から徒歩20分。
- 平山城址公園駅からバス
  - 京王バス 平01系統 東京薬科大学行き
  - 京王バス 平02系統 京王堀之内駅行き
    - いずれも「平山城址公園入口」下車

  - 日野市ミニバス 平山循環（H路線）
    - 「平山城址公園入口」または「平山台健康・市民支援センター」下車